# Stadtbibliothek Darmstadt

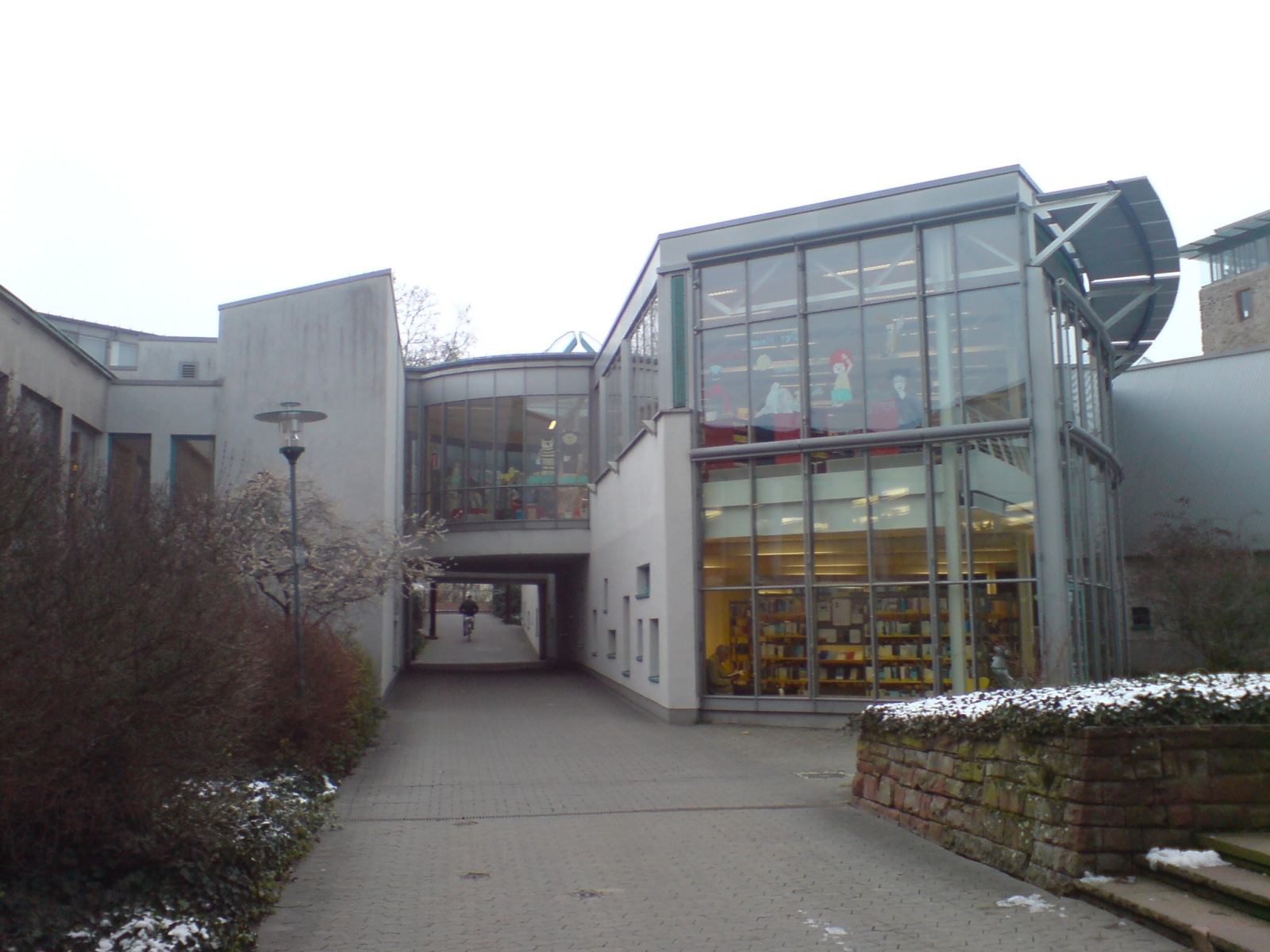
Kaplaneigasse und Stadtbibliothek Darmstadt (2009)

Die Stadtbibliothek Darmstadt ist das Bibliothekssystem der öffentlichen Bibliotheken der Wissenschaftsstadt Darmstadt.

## Angebot
Das Medienangebot der Stadtbibliothek Darmstadt umfasst Bücher, CDs, Videos, DVDs, CD-ROMs, Hörbücher, Zeitungen, Zeitschriften und Gesellschaftsspiele.
Das Angebot besteht aus: 
- ca. 59.000 Sachmedien
- ca. 22.000 Medien in der Romanabteilung
- 159 Zeitschriften
- 6 Tageszeitungen
- ca. 25.000 Audio-Visuelle Medien
- ca. 25.000 Kinder- und Jugendmedien

Die Hauptstelle und die Stadtteilbibliothek in Kranichstein bieten Internetplätze an.

## Geschichte
- 1879 eröffnete der Darmstädter Volksbildungsverein eine Volksbibliothek verbunden mit Lesezimmer im Vereinslokal in der Ochsengasse 12. Kindern war der Besuch der Bibliothek nicht erlaubt. Jugendliche hatten erst ab einem Alter von 14 Jahren Zugang. Die Nachfrage war so groß, dass jeder Leser nur einmal in der Woche Bücher ausleihen durfte.
- 1897 wurde die Bibliothek in Öffentliche Lese- und Bücherhalle umbenannt, gleichzeitig zog sie in die Luisenstraße 20.
- 1901 wurde die Bibliothek von der Stadt Darmstadt übernommen.
- 1924 zog die Bibliothek in die Pädagogstraße 1 um.
- Am 11. September 1944 wurde die Bibliothek bei einem Luftangriff zerstört.
- 1945 nahm die Bibliothek ihren Betrieb in der Goetheschule wieder auf.
- 1964 wurde die Bibliothek im Justus-Liebig-Haus als Freihandbibliothek neu eröffnet.
- 1979 erfolgte die Umbenennung in Stadtbibliothek Darmstadt.
- 1994 wurde nach 2-jähriger Bauzeit der Erweiterungsbau eingeweiht.[1]
- 2003 Die Stadtbibliothek gehört zum „Eigenbetrieb Kulturbetriebe“
- 2004 125-jähriges Jubiläum

## Stadtteilbibliotheken
Stadtteilbibliotheken gibt es in folgenden Stadtteilen:
- Eberstadt, seit 1939
- Kranichstein, seit 2003

## Ehemalige Stadtteilbibliotheken
Stadtteilbibliotheken gab es in folgenden Stadtteilen:
- Arheilgen (2013 aufgelöst)
- Bessungen (gegründet 1961, 2013 aufgelöst)

Diese beiden Stadtteilbibliotheken wurden von Stadtparlament bzw. Magistrat der „Wissenschaftsstadt Darmstadt“ trotz langem und heftigem Widerstand sehr vieler Bürger geschlossen, die dazu auch eine Bürgerinitiative gründeten und einige Tausend Unterschriften sammelten.
- Heimstättensiedlung (1975 aufgelöst)

## Fahrbibliothek
Seit 1975 gibt es die Darmstädter Fahrbibliothek, sie ist die älteste noch aktive in Deutschland. Der alte Bus fuhr Anfang 2015 seine Abschiedsrunde und wurde im April 2015 von einem modernen Bücherbus abgelöst, so dass die Fahrbibliothek weiterbesteht.

## Leitungen
- 1897–1924 (ab 1908 Stadtbibliothekar) Karl Noack[3][4], der ab 1913 auch zusätzlich die Leitung des Stadtmuseums mit dem Stadtarchiv übernahm
- 1924–1927 Adolf Waas
- 1927–1933 Ewald Roellenbleck
- 1933–1945 N.N.
- 1945–1948 Wolfgang Steinecke, als Lizenzenträger der Militärregierung Darmstadt
- 1950–1977 Gertrud Gleisberg
- 1977–1993 Helga Kayser
- 1993–2006 Brigitte Nauhaus-Hofschen[5]
- 2006–2008 (komm.) Kristina Johne
- seit 2009  Kristina Johne
- seit ca. 2020 Simone Roth

## Auszeichnungen
2004 wurde die Stadtbibliothek für „ihr Gesamtkonzept, das insbesondere eine Stärkung der dezentralen Einrichtungen in den Stadtteilen beinhaltet“ mit dem Hessischen Bibliothekspreis ausgezeichnet.

## Partner und Kooperationen
Die Stadtbibliothek Darmstadt ist seit 1. Januar 1958 Mitglied im Deutschen Bibliotheksverband e.V.(dbv) und seit dem Jahr 2014 Mitglied von OCLC.
Die Stadtbibliothek Darmstadt wurde von 1989 bis 2014 vom als gemeinnützig und förderungswürdig anerkannten Verein Freunde der Stadtbibliothek Darmstadt e.V. (FDSD) durch vielfältige Aktivitäten und Bücherflohmarkterlöse und andere Spenden mit mehr als € 70.000 unterstützt. Der Verein löste sich Ende 2014 mit der Löschung aus dem Vereinsregister auf.